# Edward J. McDermott

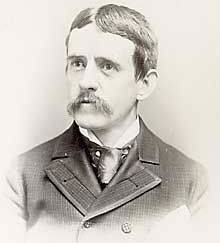
Edward J. McDermott

Edward John McDermott (* 29. Oktober 1852 in Louisville, Kentucky; † 1. Mai 1926) war ein US-amerikanischer Politiker. Zwischen 1911 und 1915 war er Vizegouverneur des Bundesstaates Kentucky.

## Werdegang
Nach einem Jurastudium an der Harvard University und seiner Zulassung als Rechtsanwalt begann er Edward McDermott in diesem Beruf zu arbeiten. Politisch schloss er sich der Demokratischen Partei an. Im Jahr 1894 kandidierte er erfolglos für das US-Repräsentantenhaus; im Juni 1916 nahm er als Delegierter an der Democratic National Convention in St. Louis teil, auf der Präsident Woodrow Wilson zur Wiederwahl nominiert wurde.
1911 wurde McDermott an der Seite von James B. McCreary zum Vizegouverneur von Kentucky gewählt. Dieses Amt bekleidete er zwischen 1911 und 1915. Dabei war er Stellvertreter des Gouverneurs und Vorsitzender des Staatssenats. Im Jahr 1915 bewarb er sich ohne Erfolg um das Amt des Gouverneurs. Er starb am 1. Mai 1926.